# Bahya ibn Paquda
Bahya ben José ibn Paquda (também: Pakuda, Bakuda; em hebraico:  בחיי אבן פקודה, em árabe: بهية بن باكودا) foi um filósofo e rabino judeu que viveu em Saragoça, Espanha andaluza, na primeira metade do século XI. É muitas vezes referido como Rabbeinu Bachya (nosso mestre Bahya).

## Vida e obra
Ele foi autor do primeiro sistema judaico de ética escrito em árabe em 1040, sob o título Al Hidayah ila Faraid al-Qulub, Guia para os Deveres do Coração, e traduzido para o hebraico por Judá ben Saul ibn Tibbon nos anos 1161-1180, sob o título Chovot haLevavot, Os Deveres do Coração.
Pouco se sabe de sua vida, exceto que tinha o título de dayan, juiz do tribunal rabínico. Bahya era totalmente familiarizado com a literatura rabínica, bem como com a literatura filosófica e científica árabe, grega e romana, citando frequentemente trabalhos de filósofos morais não judeus em suas obras.
Bahya diz na introdução de Deveres do Coração, que ele desejava preencher uma grande necessidade da literatura judaica; ele sentia que nem os rabinos do Talmude, nem os rabinos posteriores, trouxeram adequadamente todos os ensinamentos éticos do judaísmo em um sistema coerente.
Bahya sentia que muitos judeus prestavam atenção apenas à observância exterior da lei judaica, "os deveres a desempenhar pelas partes do corpo" ("Hovot haEvarim"), sem levar em conta as ideias internas e sentimentos que devem ser incorporados no presente modo de vida, "os deveres do coração" ("Hovot haLev"). Ele também percebia que muitas pessoas desconsideravam todos os deveres que lhes incumbiam, sejam as observâncias externas ou obrigações morais internas.
Em sua opinião, a maioria das pessoas agia de acordo com motivos mundanos, egoístas. Portanto, Bahya se sentiu impelido em fazer uma tentativa de apresentar a fé judaica como sendo essencialmente uma grande verdade espiritual baseada na razão, revelação (especialmente em relação à Torá), e na tradição judaica. Deu ênfase à vontade e à disposição alegre do coração amoroso de Deus para desempenhar os deveres da vida. Escreveu:
É impossível achar que as nações nos reconheçam como sendo sábios e entendidos se não fornecermos provas e explicações incontestáveis para as verdades da Torá e de nossa fé.
Muitos escritores judeus familiarizados com seu trabalho consideram-no um pensador original de alto escalão. De acordo com a Enciclopédia Judaica:
Bahya combinou, em um raro grau, grande profundidade de emoção, uma vívida imaginação poética, o poder da eloquência, e a beleza da dicção com um intelecto penetrante; e ele esteve, portanto, bem equipado para escrever um trabalho cujo objeto principal não era para discutir e defender as doutrinas do judaísmo, mas para apelar para os sentimentos e para agitar e elevar os corações das pessoas.
O Chovot haLevavot tornou-se um livro popular entre os judeus de todo o mundo, e partes dele foram recitados para fins devocionais durante os dias antes do Rosh Hashaná, o Ano Novo judaico.
Suas obras foram a inspiração e a base para escritores judeus posteriores, como Berechiah ha-Nakdan em sua obra filosófica enciclopédica Sefer Hahibbur (O Livro de Compilação).

## Neoplatonismo
Embora Bahya cite com frequência os trabalhos de Saadia Gaon, ele não pertence à escola racionalista dos Mu'tazili que Saadia seguiu, mas, assim como seu contemporâneo, um pouco mais jovem, Salomão Ibn Gabirol (1021—1070), é um adepto do misticismo neoplatônico. Ele muitas vezes seguiu o método da "Enciclopédia dos Irmãos da Pureza" (em árabe: رسائل أخوان الصفا و خلان الوفا Risā'ilu ikhwāni ṣ-Ṣafā'a), escrita coletivamente por membros de uma fraternidade de filósofos islâmicos do século X.
Inclinado ao misticismo contemplativo e ao ascetismo, Bahya eliminou de seu sistema todos os elementos que sentiu que poderia obscurecer o monoteísmo, ou que pudesse interferir com a lei judaica. Ele quis oferecer um sistema religioso ao mesmo tempo sublime e puro e em total acordo com a razão.